# Laudit Mavugo
Laudit Mavugo (ur. 10 października 1989 w Bużumburze) – burundyjski piłkarz grający na pozycji napastnika. Od 2022 gra w klubie Police FC.

## Kariera klubowa
Swoją karierę piłkarską Mavugo rozpoczął w klubie Muzinga FC. W 2009 roku zadebiutował w jego barwach w burundyjskiej pierwszej lidze. W sezonie 2011/2012 grał w rwandyjskim Police FC, z którym wywalczył wicemistrzostwo Rwandy. W sezonie 2012/2013 był zawodnikiem AS Kigali FC i zdobył z nim Puchar Rwandy. Z kolei w sezonie 2013/2014 występował w innym rwandyjskim klubie SC Kiyovu Sport. W latach 2014–2016 był piłkarzem Vital’O FC. W sezonie 2014/2015 sięgnął z nim po dublet - mistrzostwo i Puchar Burundi, a w sezonie 2015/2016 - po mistrzostwo. W latach 2016–2018 występował w tanzańskim Simba SC. W sezonie 2016/2017 wywalczył z nim wicemistrzostwo i Puchar Tanzanii, a w sezonie 2017/2018 - mistrzostwo. W sezonie 2018/2019 grał w południowoafrykańskim Tshakhuma Tsha Madzivhandila FC, a w 2019 przeszedł do zambijskiego NAPSA Stars FC. W 2022 został zawodnikiem Police FC.

## Kariera reprezentacyjna
W reprezentacji Burundi Mavugo zadebiutował 4 września 2011 roku w zremisowanym 1:1 meczu kwalifikacji do Pucharu Narodów Afryki 2012 z Beninem, rozegranym w Bużumburze. W 2019 roku został powołany do kadry do na Puchar Narodów Afryki 2019. Wystąpił w nim w jednym meczu grupowym, z Madagaskarem (0:1). Od 2011 do 2019 rozegrał w kadrze narodowej 20 meczów i strzelił 5 goli.